# لرهای عراق
لرهای عراق (عربی: الوار العراق) گروهی از لرهای ایرانی‌تبار عمدتاً ساکن در مناطق شرقی عراق هستند. از مناطق عمده سکونت این مردم بغداد، میسان  و نواحی پیرامون نوار مرزی ایران است.
 فریا استارک، سیاح و تاریخ شناس اروپایی در دو اثر خود از حضور چشمگیر لرها در عراق سخن رانده و لرهای عراق را زیباترین ساکنان شهر بغداد ذکر کرده است. در سفرنامه هوگوگروته شهرهای زرباطیه و مندلی محل سکونت لر کوچک عنوان شده است. در کتاب تاریخ نوین عراق ذکر شده است که لرها کمتر از دو درصد از کل جمعیت عراق را تشکیل می‌دهند. این  افراد غالبا به اشتباه کردهای فیلی نامیده می شوند و همه آنان تقریبا روستاییانی هستند که به صورت قبیله ای سازمان یافته و در نزدیکی مرزهای شرقی عراق تمرکز یافته اند. در زبده التواریخ اثر حافظ ابرو ملک لرستان کوچک را منتهی به بغداد عنوان کرده است. در کتاب گنج پنهان عنوان شده است باربرهای بغداد از لرهای پشتکوهی هستند که به بغداد امده اند  در کتاب عالم آرای عباسی در ذکر حکام لرستان، حدود لرستان و طوایف لر کوچک را تا حدود بغداد و سایر محال عراق عرب ذکر کرده است.  بدره‌ و چند جای‌ دیگر زیر سلطة‌ حکام‌ لُرِ تابع‌ حکومت‌ صفوی‌ بود و در ۱۰۴۹، طبق‌ قرار داد صلحی‌ به‌ دولت‌ عثمانی‌ واگذار شد. جمعیت‌ بدره عراق در ۱۳۲۹ شمسی حدود شش‌هزار تن‌ بود که‌ تقریباً همگی‌ شیعة‌ اثنی‌ عشری‌ و آمیزه‌ای‌ از اقوام‌ کرد و لُر بودند، ظاهراً تاکنون‌ تغییرات‌ عمده‌ای‌ از لحاظ‌ جمعیتی‌ داشته‌ است‌.

## اطلاعات جمعیتی
به سبب نبود اطلاعات آماری دقیق و جدید در عراق، شمار واقعی لرهای عراق نامعلوم است.در سال ۲۰۰۹ جعمیت لر های عراق ۱۴۴هزار تا ۲۰۰ هزار نفر اعلام شده است.

## رسم و رسوم
لرهای عراق همچون مانند، کردها و لرهای ایرانی به رسم رسوم اجدادی خود ادامه داده و آن را فراموش نکرده اند. لرهای فیلی عراق مانند لرهای ایرانی لباس میپوشند و تقریبا رسوم و رقص های آنان مانند دستمال بازی یکی است‌. آنها نیز عید نوروز و دیگر جشن های ایرانی را جشن میگیرند. همچنین تا حدودی شاهنامه فردوسی را به زبان فارسی و ترجمه شده آن را میخوانند‌.

## مذهب
لرهای فیلی از زمان شاه اسماعیل صفوی به مذهب شیعه گرویدند. آنها چندین بار توسط سلطان های عثمانی برای تغییر مذهب مورد هجوم حمله قرار گرفتند، اما باز به مذهب شیعه پایبند ماندند. در زمان لشکرکشی های ایران به عثمانی نیز به کمک سربازان ایرانی که تقریبا شیعه مذهب بودند رفتند و از آنها علیه حکومت عثمانی حمایت کردند. 

## زبان
دربارۀ زبانی که لُرها در عراق بدان صحبت می کنند اطلاعات دقیق و موثقی در دست نیست. سایت پیپل گروپس زبان آن‌ها را لری شمالی دانسته‌است، اما همزمان از این زبان با عنوان لکی عراق یاد کرده‌است.
جویس بلو زبانشناس فرانسوی نیز در کتاب راهنمای زبان‌های ایرانی به لری بغدادی از زبان‌های ایرانی موجود در عراق اشاره کرده که در بغداد گویشورانی دارد، اما آن را گویشی از زبان کُردی دانسته‌است.